# Gens Memia

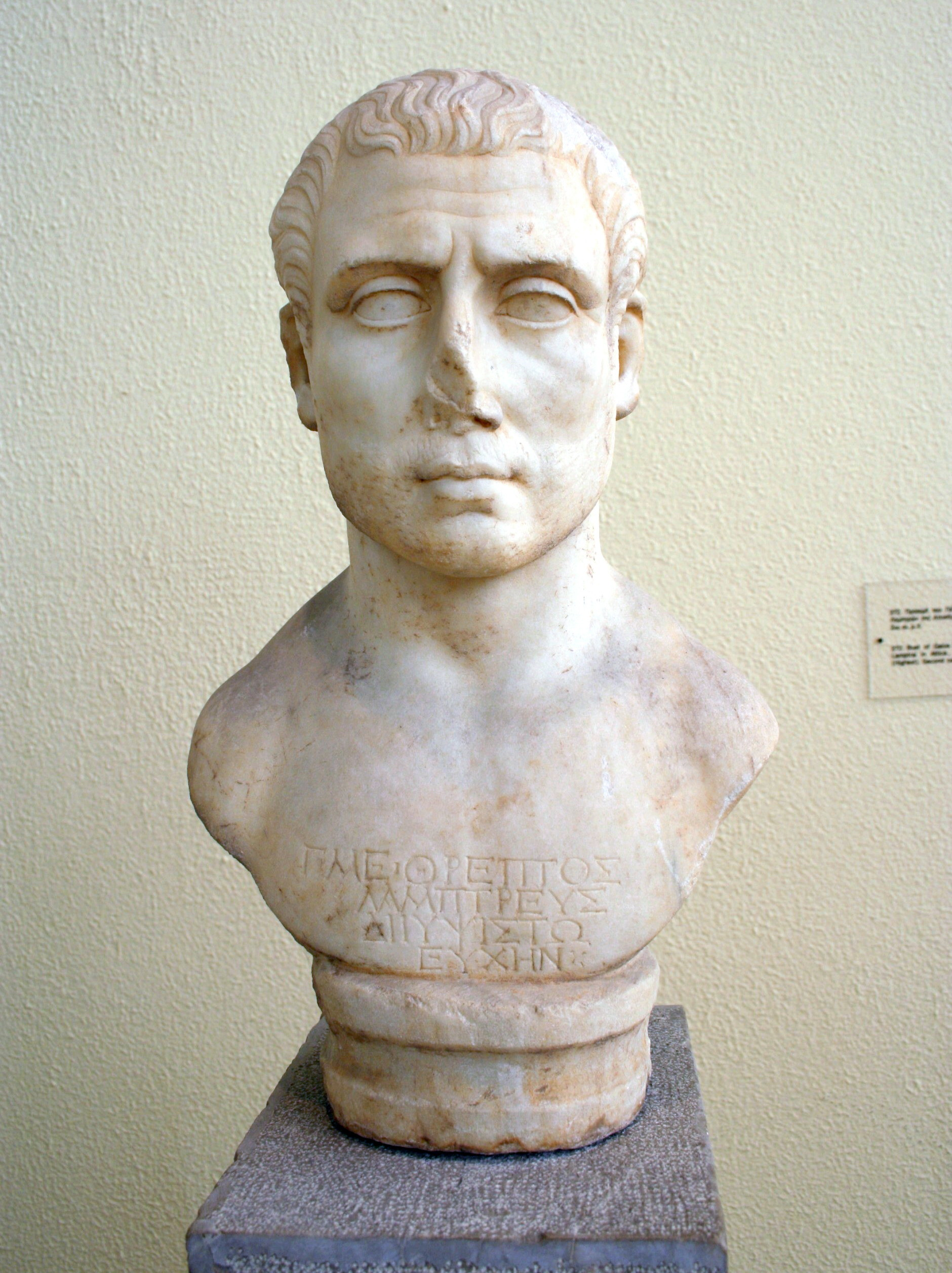
Antiguo busto romano de Cayo Memio Threptos del demo de Lamptrai, que data del, dedicado a Zeus. Expuesto en el Museo Arqueológico del Pireo (Atenas).

La gens Memmia (en latín, gens Memia) fue una primitiva gens plebeya de la Antigua Roma que más tarde se convirtió en una de las gens patricias más ilustres del imperio. El primer miembro de la gens que consiguió notoriedad fue Cayo Memio Galo, pretor en 173 a. C. Desde el periodo de la guerra de Jugurta hasta la edad de César Augusto contribuyeron con numerosos tribunos a la República.

## Origen de lagens
El poeta Virgilio enlazó a los Memios con el héroe troyano Menesteo. Esta tradición argumentaba la presencia en el patriciado de dicha gens,  por el final de la República se había convertido en una de las más importantes de la nobleza romana.

## Praenominautilizados por lagens
Los principales praenomina de los Memios fueron Cayo, Lucio, Quinto y Publio. Hay también al menos un ejemplo de Tito.